# Drenchia
Drenchia (tiếng Slovene: Dreka) là một đô thị ở tỉnh Udine trong vùng Friuli-Venezia Giulia thuộc Ý, có cự ly khoảng 60 km về phía bắc của Trieste và khoảng 35 km về phía đông bắc của Udine, ở biên giới với Slovenia. Tại thời điểm ngày 31 tháng 12 năm 2004, đô thị này có dân số 173 người và diện tích là 13,4 km².
Drenchia giáp các đô thị: Kanal ob Soči (Slovenia), Kobarid (Slovenia), Grimacco, Tolmin (Slovenia).